# 周兆达
周兆达（1952年—），湖南长沙人，汉族，第十一届全国人民代表大会湖南地区代表。
毕业于湖南商学院经营管理专业，是中共党员。担任长沙通程控股股份有限公司董事长。2008年起担任全国人大代表。